# Lijst van Nederlandse films (1950-1959)
Dit is een lijst van Nederlandse films in de periode van 1950 t/m 1959, in chronologische volgorde.
| Titel                                                    | Jaar  | Regisseur                       | Acteurs                             | Genre                | Bijzonderheden |
| -------------------------------------------------------- | ----- | ------------------------------- | ----------------------------------- | -------------------- | --- |
| De dijk is dicht                                         | 1950  | Anton Koolhaas                  | Kees Brusse, Henny Alma             | Drama                | over wederopbouw na de Tweede Wereldoorlog                                                                          |
| De Dood van apotheker Dekkinga                           | 1950  | Theo Jacobs                     | Theo Jacobs Rita Heil               | Drama                | Naar het boek van Tjeerd Adema (1943)                                                                               |
| Myrte en de demonen                                      | 1950  | Paul Bruno Schreiber            | Ludzer Eringa (stem) Theo van Vliet | Jeugd Fantasy        | Sprookjesfilm, uitgebeeld met poppen                                                                                |
| De toverspiegel                                          | 1951  | Willy van Hemert                | Albert van Dalsum Hetty Blok        | Jeugd Fantasy        | De film werd later gebruikt als eerste serie op de Nederlandse televisie.                                           |
| Kees, de zoon van de stroper                             | 1951  | Ernst Winar                     | Sjoerd van Driel                    | Jeugd                | |
| Kampeeravonturen                                         | 1952  | Henk van der Linden             | Gerard Willems                      | Jeugd                | |
| De Geheimen van de Valkenhorst                           | 1952  | P.R. Sasse van IJsselt          |                                     | Jeugd                | |
| Rechter Thomas                                           | 1953  | Walter Smith                    | Piet Bron, Ton van Duinhoven        | Drama                | |
| Vechten en dienen                                        | 1953  | Ernst Winar                     | Sylvain Poons                       | Docu-film            | jaren gebruikt als voorlichtingsfilm voor verpleegsters in opleiding                                                |
| Sterren stralen overal                                   | 1953  | Gerard Rutten                   | Johan Kaart, Kitty Janssen          | Drama Komedie        | draait rond de emigratieperiode van Nederlanders                                                                    |
| Vincent van Gogh                                         | 1953  | Drs. Jan Hulsker                |                                     | Documentaire         | 60-jarig jubileum rond de dood van Van Gogh                                                                         |
| Houen zo!                                                | 1953  | Herman van der Horst            |                                     | Documentaire         | |
| Ciske de Rat                                             | 1955  | Wolfgang Staudte                | Kees Brusse                         | Jeugd Drama          | |
| Het wonderlijke leven van Willem Parel                   | 1955  | Gerard Rutten                   | Wim Sonneveld                       | Komedie              | |
| Sjors van de Rebellenclub                                | 1955  | Henk van der Linden             |                                     | Jeugd                | |
| Vier Jongens en een Jeep of Het Geheim van de Oude Molen | 1955  | Ernst Winar                     | Silvain Poons                       | Jeugdfilm Avontuur   | |
| Bloem der Natie                                          | 1956  | Charles Huguenot van der Linden | Kitty Janssen Jan Blaaser           | Komedie Voorlichting | over een pas getrouwd stel met centraal in het verhaal een meelfabriek                                              |
| Het is Tijd                                              | 1956  | Wim De Vogel                    |                                     | documentaire         | Utrechtse studentenfilm, een oud-student keert terug naar de Utrechtse universiteit en blikt terug op het verleden. |
| Brilstra en zijn Bromvlieg                               | 1956  | J. van de Veldt                 | Piet de Wit H. Langerveld jr        |                      | Naar een hoorspel en verhaal van A.D. Hildebrandt                                                                   |
| Kleren Maken de Man                                      | 1957  | George Jacoby                   | Kees Brusse Andrea Domburg          | Komedie Drama        | |
| Trouwe kameraden                                         | 1957  | Henk van der Linden             | Martin Heijnekamp Thea Eyssen       | Jeugd                | ook bekend als Tarza de Wolfshond                                                                                   |
| De Vliegende Hollander                                   | 1957  |                                 | Ton Kuyl Coen Flink                 | Biografische film    | |
| Fanfare                                                  | 1958' | Bert Haanstra                   | Johan Kaart                         | Komedie              | over een conflict tussen twee Fanfares                                                                              |
| Dorp aan de rivier                                       | 1958  | Fons Rademakers                 | Max Croiset                         | Drama                | Won een Golden Globe                                                                                                |
| Glas                                                     | 1958  | Bert Haanstra                   |                                     | Documentaire         | Won eerste Oscar (voor buitenlandse film)                                                                           |
| Jenny                                                    | 1958  | Willy van Hemert                | Ellen van Hemert                    | Drama                | Eerste Nederlandse film in kleur                                                                                    |
| Moutarde van Sonaansee                                   | 1959  | Toon Hermans                    | Toon Hermans                        | Komedie              | |
| Prijs de zee                                             | 1959  | Herman van der Horst            |                                     | documentaire         | 21 minuten |

1896-1909 · 1910-19 · 1920-29 · 1930-39 · 1940-49 · 1950-59 · 1960-69 · 1970-79 · 1980-89 · 1990-99 · 2000-09 · 2010-19
· 2020-29